# Innisfail (Alberta)
Innisfail ist eine Stadt in der kanadischen Provinz Alberta.
Der Name stammt vom irischen Inis Fáil (Isle of Destiny). Bei der Volkszählung 2009 hatte die Stadt 7883 Einwohner.
Innisfail liegt am Highway 2 und Highway 54. Der Flughafen Inis Fáil befindet sich nordwestlich der Stadt.
In Innisfail findet jährlich das Daines Ranch Professional Rodeo statt.

## Söhne und Töchter der Stadt
- Bob Watt (* 1927; † 2010), Eishockeyspieler, Goldmedaillen-Gewinner bei Olympia
- Garry Bauman (* 1940; † 2006), NHL-Spieler
- Crystal Kroetch (* 1957), Dressurreiterin
- Rebecca Jenkins (* 1959), Sängerin und Schauspielerin